# Wimbledon 1964
De 78e editie van het Britse grandslamtoernooi, Wimbledon 1964, werd gehouden van maandag 22 juni tot en met zaterdag 4 juli 1964. Voor de vrouwen was het de 71e editie van het graskampioenschap. Het toernooi werd gespeeld bij de All England Lawn Tennis and Croquet Club in de wijk Wimbledon van de Britse hoofdstad Londen. De titels in het enkelspel werden gewonnen door Roy Emerson en Maria Bueno.
Op de enige zondag tijdens het toernooi (Middle Sunday) werd traditioneel niet gespeeld.
Het toernooi trok 284.136 toeschouwers.

## Belangrijkste uitslagen
Mannenenkelspel

Finale: Roy Emerson (Australië) won van Fred Stolle (Australië) met 6-1, 12-10, 4-6, 6-3
Vrouwenenkelspel

Finale: Maria Bueno (Brazilië) won van Margaret Smith (Australië) met 6-4, 7-9, 6-3
Mannendubbelspel

Finale: Bob Hewitt (Australië) en Fred Stolle (Australië) wonnen van Roy Emerson (Australië) en Ken Fletcher (Australië) met 7-5, 11-9, 6-4
Vrouwendubbelspel

Finale: Margaret Smith (Australië) en Lesley Turner (Australië) wonnen van Billie Jean Moffitt (Verenigde Staten) en Karen Susman (Verenigde Staten) met 7-5, 6-2
Gemengd dubbelspel

Finale: Lesley Turner (Australië) en Fred Stolle (Australië) wonnen van Margaret Smith (Australië) en Ken Fletcher (Australië) met 6-4, 6-4
Meisjesenkelspel

Finale: Peaches Bartkowicz (Verenigde Staten) won van Elena Subirats (Mexico) met 6-3, 6-1
Jongensenkelspel

Finale: Ismail El Shafei (Verenigde Arabische Republiek) won van Vladimir Korotkov (Sovjet-Unie) met 6-2, 6-3
Dubbelspel bij de junioren werd voor het eerst in 1982 gespeeld.

## Toeschouwersaantallen
|           |        | Eerste week |         | Tweede week |
| --------- | ------ | ----------- | ------- | ----------- |
| Maandag   |        | 20.168      |         | 27.504      |
| Dinsdag   | 19.767 | 23.912      |         |             |
| Woensdag  | 29.234 | 24.228      |         |             |
| Donderdag | 28.237 | 20.711      |         |             |
| Vrijdag   | 28.173 | 17.741      |         |             |
| Zaterdag  | 27.204 | 17.257      |         |             |
| Zondag    | –      | –           |         |             |
| Totaal    |        | 284.136     | 284.136 | 284.136     |

1877 · 1878 · 1879 · 1880 · 1881 · 1882 · 1883 · 1884 · 1885 · 1886 · 1887 · 1888 · 1889 · 1890 · 1891 · 1892 · 1893 · 1894 · 1895 · 1896 · 1897 · 1898 · 1899 · 1900 · 1901 · 1902 · 1903 · 1904 · 1905 · 1906 · 1907 · 1908 · 1909 · 1910 · 1911 · 1912 · 1913 · 1914 · 1915–1918 · 1919 · 1920 · 1921 · 1922 · 1923 · 1924 · 1925 · 1926 · 1927 · 1928 · 1929 · 1930 · 1931 · 1932 · 1933 · 1934 · 1935 · 1936 · 1937 · 1938 · 1939 · 1940–1945 · 1946 · 1947 · 1948 · 1949 · 1950 · 1951 · 1952 · 1953 · 1954 · 1955 · 1956 · 1957 · 1958 · 1959 · 1960 · 1961 · 1962 · 1963 · 1964 · 1965 · 1966 · 1967
↓ open tijdperk ↓
1968 (m-v-md-vd-gd) · 1969 (m-v-md-vd-gd) · 1970 (m-v-md-vd-gd) · 1971 (m-v-md-vd-gd) · 1972 (m-v-md-vd-gd) · 1973 (m-v-md-vd-gd) · 1974 (m-v-md-vd-gd) · 1975 (m-v-md-vd-gd) · 1976 (m-v-md-vd-gd) · 1977 (m-v-md-vd-gd) · 1978 (m-v-md-vd-gd) · 1979 (m-v-md-vd-gd) · 1980 (m-v-md-vd-gd) · 1981 (m-v-md-vd-gd) · 1982 (m-v-md-vd-gd) · 1983 (m-v-md-vd-gd) · 1984 (m-v-md-vd-gd) · 1985 (m-v-md-vd-gd) · 1986 (m-v-md-vd-gd) · 1987 (m-v-md-vd-gd) · 1988 (m-v-md-vd-gd) · 1989 (m-v-md-vd-gd) · 1990 (m-v-md-vd-gd) · 1991 (m-v-md-vd-gd) · 1992 (m-v-md-vd-gd) · 1993 (m-v-md-vd-gd) · 1994 (m-v-md-vd-gd) · 1995 (m-v-md-vd-gd) · 1996 (m-v-md-vd-gd) · 1997 (m-v-md-vd-gd) · 1998 (m-v-md-vd-gd) · 1999 (m-v-md-vd-gd) · 2000 (m-v-md-vd-gd) · 2001 (m-v-md-vd-gd) · 2002 (m-v-md-vd-gd) · 2003 (m-v-md-vd-gd) · 2004 (m-v-md-vd-gd) · 2005 (m-v-md-vd-gd) · 2006 (m-v-md-vd-gd) · 2007 (m-v-md-vd-gd) · 2008 (m-v-md-vd-gd) · 2009 (m-v-md-vd-gd) · 2010 (m-v-md-vd-gd) · 2011 (m-v-md-vd-gd) · 2012 (m-v-md-vd-gd) · 2013 (m-v-md-vd-gd) · 2014 (m-v-md-vd-gd) · 2015 (m-v-md-vd-gd) · 2016 (m-v-md-vd-gd) · 2017 (m-v-md-vd-gd) · 2018 (m-v-md-vd-gd) · 2019 (m-v-md-vd-gd) · 2020 · 2021 (m-v-md-vd-gd) · 2022 (m-v-md-vd-gd) · 2023 (m-v-md-vd-gd) · 2024 (m-v-md-vd-gd)
Lijst van Wimbledonwinnaars · Toernooien per editie